# (11664) Kashiwagi
(11664) Kashiwagi est un astéroïde de la ceinture principale.

## Description
(11664) Kashiwagi est un astéroïde de la ceinture principale. Il fut découvert le 4 avril 1997 à Kitami par Kin Endate et Kazuro Watanabe. Il présente une orbite caractérisée par un demi-grand axe de 3,18 UA, une excentricité de 0,08 et une inclinaison de 2,7° par rapport à l'écliptique.

## Compléments